# Phaonia vivida
Phaonia vivida este o specie de muște din genul Phaonia, familia Muscidae. A fost descrisă pentru prima dată de Camillo Rondani în anul 1871. Conform Catalogue of Life specia Phaonia vivida nu are subspecii cunoscute.